# Tornar a començar (pel·lícula de 2020)
Tornar a començar (títol original en anglès, Herself) és una pel·lícula dramàtica del 2020 dirigida per Phyllida Lloyd, a partir d'un guió de Malcolm Campbell i Clare Dunne. La pel·lícula és protagonitzada per la mateixa Dunne, Harriet Walter i Conleth Hill. S'ha doblat i subtitulat al català.
Es va projectar per primer cop al Festival de Cinema de Sundance el 24 de gener de 2020 i es va estrenar als Estats Units en una estrena limitada el 30 de desembre del mateix any. Amazon Prime Video la va incorporar al seu catàleg el 8 de gener de 2021.